# Campeaux (Oise)
Pour les articles homonymes, voir Campeaux.
Campeaux est une commune française située dans le département de l'Oise en région Hauts-de-France.
Ses habitants sont appelés les Campeausiens.

## Géographie

### Description
La commune de Campeaux se situe à l'extrémité ouest du département de l'Oise, en bordure du département de la Seine-Maritime.  Le village est situé à 5 km à l'est de Formerie. Le relief est peu marqué, l'altitude varie entre 174 et 222 m.
Le centre est bâti sur le schéma type du village-rue que l'on retrouve dans la Picardie Verte : les habitations sont réparties de part et d'autre de la départementale 316 qui relie Aumale à Gournay-en-Bray, formant ainsi l'axe principal du village..
Son territoire, de forme sensiblement circulaire, formait, au milieu du XIXe siècle, « une plaine découverte, légèrement inclinée vers le sud, dans la partie moyenne de laquelle commence le ravin dit de la Vallée, qui descend vers le Thérain ».

### Hydrographie
La commune est située dans le bassin Seine-Normandie. Elle n'est drainée par aucun cours d'eau,.

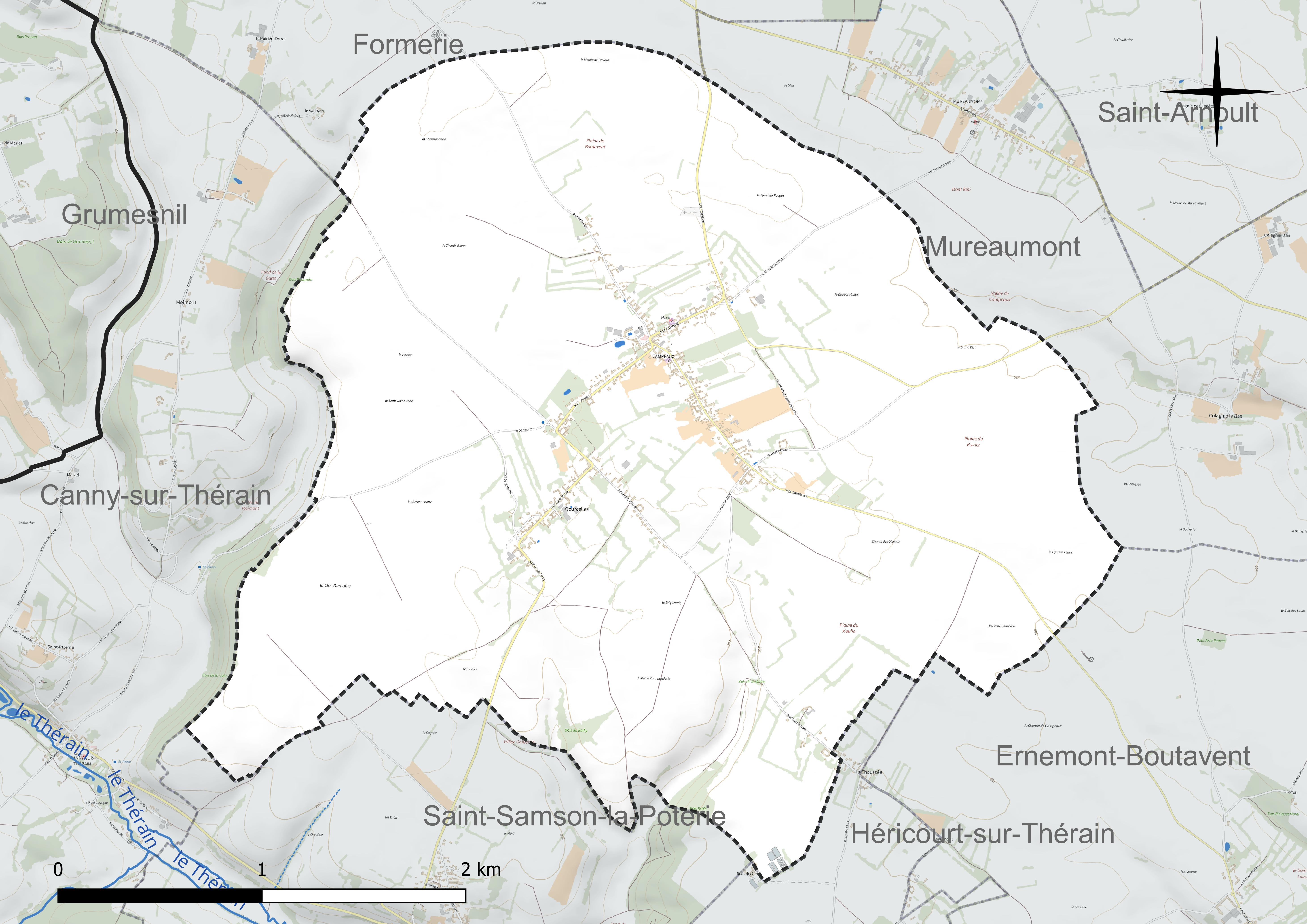
Réseau hydrographique de Campeaux.

### Climat
Pour des articles plus généraux, voir Climat des Hauts-de-France et Climat de l'Oise.
En 2010, le climat de la commune est de type climat océanique dégradé des plaines du Centre et du Nord, selon une étude du CNRS s'appuyant sur une série de données couvrant la période 1971-2000. En 2020, Météo-France publie une typologie des climats de la France métropolitaine dans laquelle la commune est exposée à un climat océanique et est dans la région climatique Côtes de la Manche orientale, caractérisée par un faible ensoleillement (1 550 h/an) ; forte humidité de l'air (plus de 20 h/jour avec humidité relative > 80 % en hiver), vents forts fréquents.
Pour la période 1971-2000, la température annuelle moyenne est de 9,6 °C, avec une amplitude thermique annuelle de 14,2 °C. Le cumul annuel moyen de précipitations est de 877 mm, avec 13,1 jours de précipitations en janvier et 9 jours en juillet. Pour la période 1991-2020, la température moyenne annuelle observée sur la station météorologique la plus proche, située sur la commune de Saint-Arnoult à 5 km à vol d'oiseau, est de 10,4 °C et le cumul annuel moyen de précipitations est de 797,2 mm,. Pour l'avenir, les paramètres climatiques de la commune estimés pour 2050 selon différents scénarios d'émission de gaz à effet de serre sont consultables sur un site dédié publié par Météo-France en novembre 2022.
| Mois                                  | jan.          | fév.           | mars           | avril         | mai           | juin          | jui.          | août         | sep.          | oct.          | nov.          | déc.           | année     |
| ------------------------------------- | ------------- | -------------- | -------------- | ------------- | ------------- | ------------- | ------------- | ------------ | ------------- | ------------- | ------------- | -------------- | --------- |
| Température minimale moyenne (°C)     | 1,1           | 1,2            | 2,7            | 4,5           | 7,4           | 10,5          | 12,3          | 12,4         | 10            | 7,9           | 4,5           | 1,7            | 6,3       |
| Température moyenne (°C)              | 3,5           | 4              | 6,5            | 9,6           | 12,4          | 15,8          | 17,9          | 17,7         | 14,9          | 11,4          | 7,1           | 4,1            | 10,4      |
| Température maximale moyenne (°C)     | 6             | 6,9            | 10,3           | 14,6          | 17,5          | 21,2          | 23,4          | 23           | 19,8          | 15            | 9,8           | 6,5            | 14,5      |
| Record de froid (°C) date du record   | −13 18.01.13  | −12,6 12.02.12 | −11,5 04.03.05 | −4,5 07.04.08 | −0,8 06.05.19 | 2,5 14.06.05  | 5 31.07.07    | 4,9 21.08.14 | 2,4 30.09.18  | −3,8 29.10.03 | −5,4 30.11.16 | −12,1 26.12.10 | −13 2013  |
| Record de chaleur (°C) date du record | 14,1 09.01.15 | 17,9 27.02.19  | 23,2 31.03.21  | 25,7 20.04.18 | 29,7 27.05.05 | 34,6 21.06.17 | 40,6 25.07.19 | 37 09.08.20  | 33,1 09.09.23 | 28,5 01.10.11 | 18,5 08.11.15 | 16,6 30.12.22  | 40,6 2019 |
| Précipitations (mm)                   | 75,3          | 63,3           | 65,8           | 45,8          | 68,1          | 53,2          | 58,7          | 70,2         | 50,8          | 70,4          | 78,5          | 97,1           | 797,2     |

#### Climat de la Picardie
| Mois                        | Jan  | Fév  | Mar   | Avr   | Mai   | Jui   | Jui   | Aoû   | Sep   | Oct   | Nov  | Déc  | Année  |
| Températures minimales (°C) | 1    | 1,1  | 2,7   | 4,4   | 7,6   | 10,3  | 12,2  | 12,2  | 10,4  | 7,7   | 3,9  | 1,8  | 6,3    |
| Températures maximales (°C) | 5,6  | 6,5  | 9,4   | 12,4  | 16,2  | 18,9  | 21,0  | 21,3  | 18,9  | 14,8  | 9,4  | 6,5  | 13,4   |
| Températures moyennes (°C)  | 3,3  | 3,8  | 6,0   | 8,4   | 11,9  | 14,6  | 16,6  | 16,7  | 14,7  | 11,3  | 6,7  | 4,2  | 9,8    |
| Ensoleillement (h)          | 52,6 | 81,3 | 114,0 | 165,6 | 199,0 | 209,7 | 215,4 | 207,8 | 151,5 | 113,7 | 74,4 | 47,5 | 1637,9 |
| Pluviométrie (mm)           | 59,2 | 48,3 | 55,0  | 48,1  | 53,6  | 61,8  | 57,4  | 57    | 68    | 71,8  | 81,2 | 70,2 | 731,5  |

## Urbanisme

### Typologie
Au 1er janvier 2024, Campeaux est catégorisée commune rurale à habitat dispersé, selon la nouvelle grille communale de densité à sept niveaux définie par l'Insee en 2022.
Elle est située hors unité urbaine. Par ailleurs la commune fait partie de l'aire d'attraction de Beauvais, dont elle est une commune de la couronne,. Cette aire, qui regroupe 162 communes, est catégorisée dans les aires de 50 000 à moins de 200 000 habitants,.

### Occupation des sols
L'occupation des sols de la commune, telle qu'elle ressort de la base de données européenne d'occupation biophysique des sols Corine Land Cover (CLC), est marquée par l'importance des territoires agricoles (95,4 % en 2018), une proportion identique à celle de 1990 (95,4 %). La répartition détaillée en 2018 est la suivante : 
terres arables (70,1 %), prairies (24,7 %), zones urbanisées (4,3 %), zones agricoles hétérogènes (0,6 %), forêts (0,2 %). L'évolution de l'occupation des sols de la commune et de ses infrastructures peut être observée sur les différentes représentations cartographiques du territoire : la carte de Cassini (XVIIIe siècle), la carte d'état-major (1820-1866) et les cartes ou photos aériennes de l'IGN pour la période actuelle (1950 à aujourd'hui).

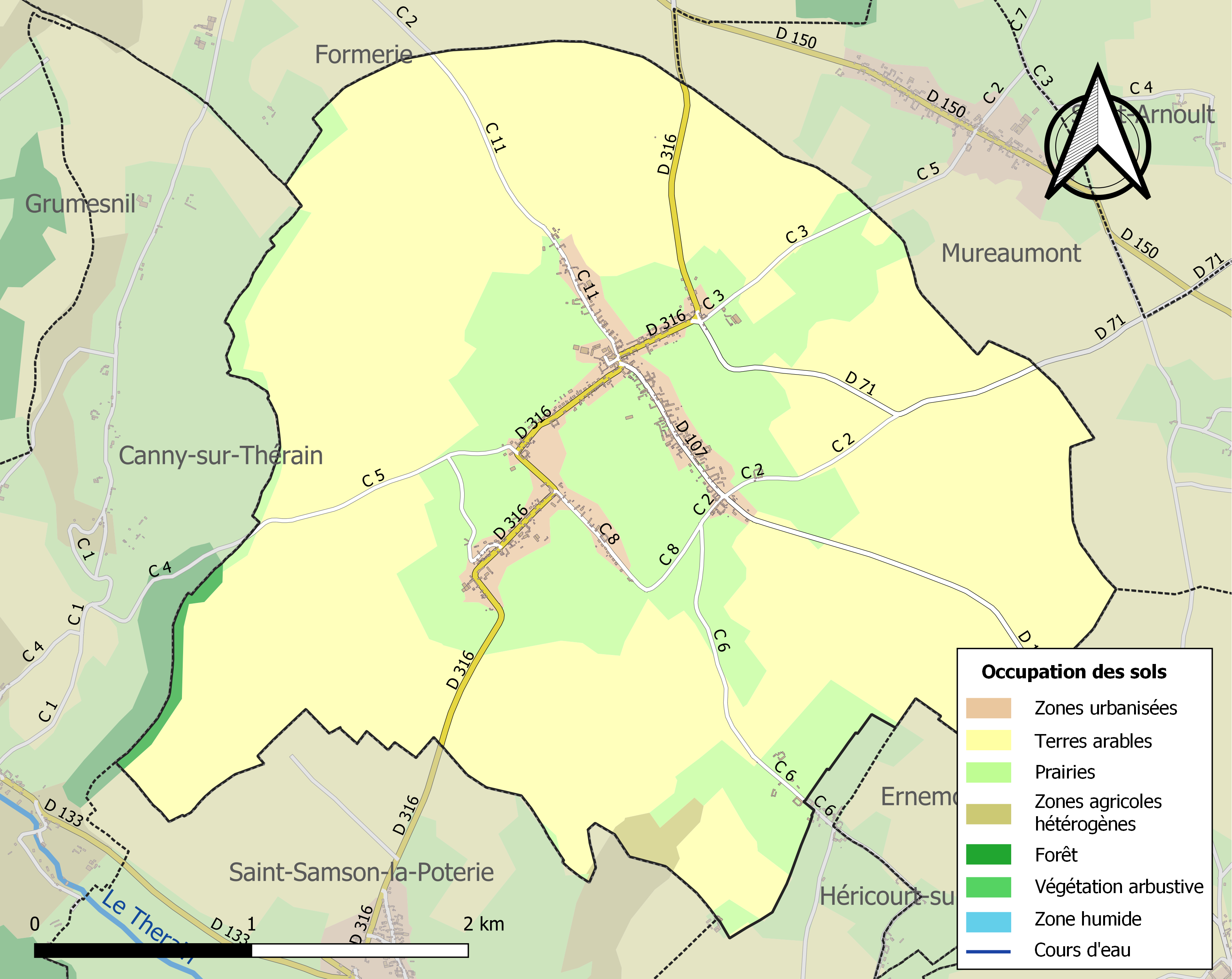
Carte des infrastructures et de l'occupation des sols de la commune en 2018 (CLC).

### Habitat et logement
En 2018, le nombre total de logements dans la commune était de 249, alors qu'il était de 247 en 2013 et de 236 en 2008.
Parmi ces logements, 81,5 % étaient des résidences principales, 10,4 % des résidences secondaires et 8 % des logements vacants. Ces logements étaient pour 99,6 % d'entre eux des maisons individuelles et pour 0,4 % des appartements.
Le tableau ci-dessous présente la typologie des logements à Campeaux en 2018 en comparaison avec celle de l'Oise et de la France entière. Une caractéristique marquante du parc de logements est ainsi une proportion de résidences secondaires et logements occasionnels (10,4 %) supérieure à celle du département (2,5 %) et à celle de la France entière (9,7 %). Concernant le statut d'occupation de ces logements, 84,2 % des habitants de la commune sont propriétaires de leur logement (84,7 % en 2013), contre 61,4 % pour l'Oise et 57,5 pour la France entière.
| Typologie                                               | Campeaux | Oise | France entière |
| ------------------------------------------------------- | -------- | ---- | -------------- |
| Résidences principales (en %)                           | 81,5     | 90,4 | 82,1           |
| Résidences secondaires et logements occasionnels (en %) | 10,4     | 2,5  | 9,7            |
| Logements vacants (en %)                                | 8        | 7,1  | 8,2            |

### Voies de communication et transports
La commune est desservie par la route départementale 919 (ex-route nationale 319). Les gares les plus proches sont celles de Formerie et d'Abancourt desservies par des trains TER Normandie (ligne Amiens-Rouen) et TER Hauts-de-France (lignes Lille-Rouen et Beauvais-Le Tréport). Campeaux est située à 30 km de l'aéroport de Paris Beauvais Tillé. Il n'existe aucune liaison directe par transports en commun entre la commune et l'aéroport.
La commune est desservie, en 2023, par les lignes 612, 6103 et 6113 du réseau interurbain de l'Oise.

## Toponymie
Le nom de la localité est attesté sous les formes Campals (1152) ; Campeals (1162) ; Campeaus (1162) ; Campella (1166) ; Campellae (1166) ; de Campellis (1169) ; Campania (1175) ; ecclesia de Campellis (1177) ; Campels (1182) ; Campelz (XIIe) ; apud Campellas (1219) ; la ville de Campeaus (1268) ; Campeaux (1268) ; de Campeax (1268) ; Campiax (1268) ; Campax (1268) ; Petrus de Campellis (1296) ; Campeaux (1454) ; la ville de campiaux (vers 1380) ; Champeaux (1454) ; Campeaulx (vers 1530) ; Campaulx (XVIe).
De l'oil campels « petits champs » , dont la finale devient -eau (s).

## Histoire
Louis Graves indique que  « Campeaux était compris dans le vidamé de Gerberoy; évêque de Beauvais, comme vidame , avait haute eu moyenne justice, La. seigneurie proprement dite et la. basse. justice appartenaient, par indivis, au commandeur de Villedieu et au marquis de Clermont-Thoury ».
Une maladrerie existant sous l'Ancien Régime au lieu-dit qui en a conservé le nom, et appartenait aux Chevaliers de Malte.
Au milieu du XIXe siècle, une partie de la population vivait de la fabrication d'étoffés de laine et de la bonneterie. Une autre était employée à la fabrication de miroiterie. On comptait alors dans la commune une école,  une briqueterie et un moulin à vent.
À la fin de  la Seconde Guerre mondiale un bombardier américain Boeing B-17 Flying Fortress surnommé « Monotonous Dream » s'est écrasé  le 18 mars 1944 sur la plaine du moulin au hameau de La Chaussée à Campeaux. Huit des aviateurs sont morts dans le crash, un  a été fait prisonnier et un autre, le 2d lt. Thomas Le Mond. Jr., a été recueilli par la Résistance.

## Politique et administration

### Rattachements administratifs et électoraux

#### Rattachements administratifs
La commune se trouve depuis 1926 dans l'arrondissement de Beauvais du département de l'Oise.
Elle faisait partie depuis 1802 du canton de Formerie. Dans le cadre du redécoupage cantonal de 2014 en France, cette circonscription administrative territoriale a disparu, et le canton n'est plus qu'une circonscription électorale.

#### Rattachements électoraux
Pour les élections départementales, la commune fait partie depuis 2014 du canton de Grandvilliers
Pour l'élection des députés, elle fait partie de la deuxième circonscription de l'Oise.

### Intercommunalité
Campeaux fait partie de la communauté de communes de la Picardie Verte, un établissement public de coopération intercommunale (EPCI) à fiscalité propre créé fin 1996 et qui correspond à l'ensemble des communes des cantons de Formerie, Grandvilliers et Marseille-en-Beauvaisis, ainsi que certaines communes du canton de Songeons.
La commune fait également partie du « Grand Beauvaisis », l'un des seize pays à constituer le « Pays de Picardie »[réf. nécessaire].

### Liste des maires
| Période                                  | Période                       | Identité        | Étiquette | Qualité                         |
| ---------------------------------------- | ----------------------------- | --------------- | --------- | ------------------------------- |
| Les données manquantes sont à compléter. |                               |                 |           |                                 |
| avant 1962                               |                               | L. Gambier      |           |                                 |
| Les données manquantes sont à compléter. |                               |                 |           |                                 |
| 2001                                     | 2014                          | Michel Declercq | PS        |                                 |
| mars 2014                                | En cours (au 2 novembre 2021) | Sylvie Coutard  |           | Réélue pour le mandat 2020-2026 |

### Distinctions et labels
- Ville fleurie : deux fleurs obtenues en 2006 par le Conseil National des Villes et Villages Fleuris de France, la troisième fleur ayant été obtenue lors du concours de 2013[25].

## Équipements et services publics

### Enseignement
Les enfants de la commune sont scolarisé avec ceux de Saint-Samson-la-Poterie, Mureaumont, Héricourt-sur-Thérain et Canny-sur-Thérain dans le cadre d'un regroupement pédagogique intercommunal (RPI).doté d'une cantine.
L'école de Campeaux accueille, à la rentrée 2020, 67 élèves de  toute petite section, petite section et CM1-CM2,.

### Vie sociale
Campeaux a rénové en 2021 sa salle des fêtes, dont la sallé de plus de 200 m2 est équipée pour les manifestations locales,

## Population et société

### Démographie

#### Évolution démographique
L'évolution du nombre d'habitants est connue à travers les recensements de la population effectués dans la commune depuis 1793. Pour les communes de moins de 10 000 habitants, une enquête de recensement portant sur toute la population est réalisée tous les cinq ans, les populations de référence des années intermédiaires étant quant à elles estimées par interpolation ou extrapolation. Pour la commune, le premier recensement exhaustif entrant dans le cadre du nouveau dispositif a été réalisé en 2008.

En 2022, la commune comptait 485 habitants, en évolution de −6,73 % par rapport à 2016 (Oise : +0,87 %, France hors Mayotte : +2,11 %).
| 1793 | 1800 | 1806 | 1821 | 1831 | 1836 | 1841 | 1846 | 1851 |
| ---- | ---- | ---- | ---- | ---- | ---- | ---- | ---- | ---- |
| 668  | 680  | 802  | 839  | 853  | 854  | 808  | 802  | 824  |

| 1856 | 1861 | 1866 | 1872 | 1876 | 1881 | 1886 | 1891 | 1896 |
| ---- | ---- | ---- | ---- | ---- | ---- | ---- | ---- | ---- |
| 760  | 750  | 706  | 672  | 654  | 623  | 610  | 576  | 535  |

| 1901 | 1906 | 1911 | 1921 | 1926 | 1931 | 1936 | 1946 | 1954 |
| ---- | ---- | ---- | ---- | ---- | ---- | ---- | ---- | ---- |
| 479  | 449  | 452  | 422  | 452  | 453  | 488  | 551  | 493  |

| 1962 | 1968 | 1975 | 1982 | 1990 | 1999 | 2006 | 2008 | 2013 |
| ---- | ---- | ---- | ---- | ---- | ---- | ---- | ---- | ---- |
| 478  | 474  | 444  | 386  | 432  | 433  | 508  | 529  | 539  |

| 2018 | 2022 | - | - | - | - | - | - | - |
| ---- | ---- | - | - | - | - | - | - | - |
| 487  | 485  | - | - | - | - | - | - | - |

#### Pyramide des âges
La population de la commune est relativement jeune.
En 2018, le taux de personnes d'un âge inférieur à 30 ans s'élève à 36,5 %, soit en dessous de la moyenne départementale (37,3 %). À l'inverse, le taux de personnes d'âge supérieur à 60 ans est de 23,2 % la même année, alors qu'il est de 22,8 % au niveau départemental.
En 2018, la commune comptait 238 hommes pour 249 femmes, soit un taux de 51,13 % de femmes, légèrement supérieur au taux départemental (51,11 %).
Les pyramides des âges de la commune et du département s'établissent comme suit.
| Hommes | Classe d’âge | Femmes |
| ------ | ------------ | ------ |
| 0,4    | 90 ou +      | 0,8    |
| 5,5    | 75-89 ans    | 8,0    |
| 16,8   | 60-74 ans    | 14,9   |
| 22,3   | 45-59 ans    | 21,3   |
| 17,6   | 30-44 ans    | 19,3   |
| 15,1   | 15-29 ans    | 16,5   |
| 22,3   | 0-14 ans     | 19,3   |

| Hommes | Classe d’âge | Femmes |
| ------ | ------------ | ------ |
| 0,5    | 90 ou +      | 1,4    |
| 5,5    | 75-89 ans    | 7,6    |
| 15,6   | 60-74 ans    | 16,3   |
| 20,8   | 45-59 ans    | 20     |
| 19,4   | 30-44 ans    | 19,4   |
| 17,6   | 15-29 ans    | 16,2   |
| 20,6   | 0-14 ans     | 19,1   |

## Culture locale et patrimoine

### Lieux et monuments
L'église Saint-Samson, en forme de croix latine, dont la nef  est d'origine romane et le chœur, formé d'une travée droite et d'une abside à trois pans, est une reconstruction de la seconde moitié du  XVIe siècle dont les cinq fenêtres à meneaux, très restaurées, sont de style Renaissance. La charpente, décorée de quelques blochets sculptés de personnages, date probablement de la fin de cette reconstruction.

### Héraldique
| Blason de Campeaux | Blason  | Parti : Au 1er de sinople à saint Samson, évêque d'or, au 2e coupé au I d'argent à la croix pattée et alésée de gueules, au II de gueules à la croix de Malte d'argent. |
| Blason de Campeaux | Détails | Les 3 éléments qui composent le blason rappellent un moment de l'histoire de Campeaux : Saint-Samson, Saint patron de la commune, la croix pattée (rouge sur fond blanc) qui évoque les Templiers et la croix de Malte (blanche sur fond rouge), les hospitaliers Adopté par le conseil municipal en 2017 |